# Santa María Acuitlapilco
La localidad de Santa María Acuitlapilco está localizada en el centro del estado de Tlaxcala, en el municipio de Tlaxcala. Tiene 11 402 habitantes, una altitud de 2300 m s. n. m. y se ubica al sur del estado.

## Población
La población total de Santa María Acuitlapilco es de 13386 personas, de los cuales 5348 son hombres y 6054 son mujeres. Se ha calculado que hay 4355 menores de edad y 7047 adultos, de los cuales 652 tienen más de 60 años.

## Población indígena
201 personas viven en hogares indígenas. La cantidad de personas de más de 5 años de edad que hablan un idioma indígena es igual a 91 personas. El número de los que solo hablan un idioma indígena pero no hablan español es 0.

## Estructura social
Un total de 4,823 habitantes tienen derecho a atención médica por parte del seguro social.

## Estructura económica
En Santa María Acuitlapilco hay un total de 2838 hogares. De estos, 82 tienen piso de tierra y unos 80 consisten en una sola habitación.
2689 de todas las viviendas tienen instalaciones sanitarias, 2713 son conectadas al servicio público, 2753 tienen acceso a la luz eléctrica.
La estructura económica permite a 763 viviendas tener una computadora, a 1723 tener una lavadora y 2708 tienen una televisión.

## Educación escolar
Hay 225 analfabetos de 15 y más años, 44 de los jóvenes de entre 6 y 14 años no asisten a la escuela.
De los jóvenes de 15 años en adelante, 219 no tienen ninguna escolaridad, 1714 tienen una escolaridad incompleta, 1731 tienen una escolaridad básica y 3947 cuentan con una educación post-básica.
Un total de 1077 de la generación de jóvenes entre 15 y 24 años de edad han asistido a la escuela, la mediana de escolaridad entre la población es de 10 años.